# Paradromulia bimaculata
Paradromulia bimaculata är en fjärilsart som beskrevs av W. Warren 1905. Paradromulia bimaculata ingår i släktet Paradromulia och familjen mätare. Inga underarter finns listade i Catalogue of Life.